# Великий предел

Схематическое изображение Великого Разделения

Великий предел (разделение) (кит. трад.太極, упрощ. 太极, tàijí, «Тайцзи») — этап исходного космогенеза в представлении китайской философии, предельное состояние бытия, наибольшее разделение на прошлое и будущее, начало времени и всех начал, причина выделения двух сил: инь — женской и ян — мужской. Предыдущая категория — «беспредельное» или «Отсутствие предела» (кит. 無極, 无极, wújí, У Цзи). Термин впервые встречается в одном из канонических комментариев к «И цзин» — в «Си цы чжуани», чжане 11-м:

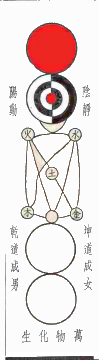
Один из вариантов изображения «тайцзиту» (:en:Taijitu).

Таким образом, в Переменах есть Великий предел. Он рождает двоицу образов. Двоица образов рождает четыре символа. Четыре символа рождают восемь триграмм. Восемь триграмм определяют счастье и несчастье. Счастье и несчастье рождают великое деяние.
Оригинальный текст (кит.)是故，易有太極，是生兩儀，兩儀生四象，四象生八卦，八卦定吉凶，吉凶生大業。

Популярное ныне изображение Великого предела стало эмблемой китайской классической философии. Парадоксальным образом, это графическое решение возникло достаточно поздно. Его изобретателем считается даос Чэнь Туань (Chen Tuan, ок. 906—989), который, в свою очередь, использовал более раннюю диаграмму, приписываемую буддийскому монаху Цзунми (Zongmi, 780—841, дин. Тан). Таким образом, исторически эта эмблема точнее всего соотносится с идеями неоконфуцианства.
Предшественниками этого графического решения считаются так называемые диаграммы Хэ Ту и Ло Шу.